# Поясанська креольська мова
Ланг белта (lang belta, белтерська мова) — це штучна мова, створена Ніком Фармером для телесеріалу «The Expanse». У серіалі мова використовувалася белтерами, мешканцями поясу астероїдів і зовнішніх планет Сонячної системи.

## Стислі відомості
Фармеру було запропоновано створити мову під час виробництва першого сезону серіалу, в 2014—2015 роках. Розробляючи мову, він моделював її як креольську на основі англійської з впливом інших мов із усього світу, використовуалися зокрема романські мови — такі як іспанська, французька, португальська та італійська; германські мови — німецька, голландська та шведська; слов'янські мови — польська, російська та українська. Також субстратом стали японська, японська, перська, арабська, іврит, зулу та інші мови. Фармер створив понад 1000 слів для цієї мови, додаючи більше до списку на прохання продюсерів і шанувальників серіалу.
Концепція мови вперше з'явилася в книзі І прокинеться Левіафан (2011), першій книзі в серії «Простір». Після цього Ланг белта продовжував з'являтися в наступних книгах серії. Мова, представлена в книгах, значно відрізнялася від розробленої пізніше Ніком Фармером. Їй бракувало розвинутого словникового запасу; а також граматичної, фонологічної та орфографічної систем. Це була суміш слів, узятих з різних мов, і здебільшого представлена як діалект, змішаний в англійському контексті, щоб «дати читачеві відчуття виключення з цієї культури». Лексика, використана в книгах, була обрана авторами з естетичних міркувань і спочатку не призначалася для формування справжньої мови. Оскільки мова пізніше була розроблена для телесеріалу «The Expanse», автори романів перешкоджали фанатам вивчати їхню версію мови на користь телевізійної.
У всесвіті «The Expanse», дія якого розгортається приблизно через 200 років у майбутньому, цією мовою користуються Белтери, мешканці поясу астероїдів і супутники зовнішніх планет Сонячної системи. Ця мова виникла під час колонізації Поясу астероїдів, спочатку як піджин, яким розмовляли люди, які прибули до колоній із Землі, розмовляючи різними мовами з усього світу. З наступними поколіннями ця мова перетворилася на креольську. Мова мала різні діалекти та акценти, які відрізнялися від одного місця до іншого. За словами Фармера, лексика та граматичні правила, присутні в шоу та розкриті самим автором, були діалектом, який використовувався на Церері. Мова вперше з'явилася в «Дульсінеї», пілотному епізоді «The Expanse», прем'єра якого відбулася в 2015 році, і регулярно з'являлася в шоу протягом шести сезонів. Починаючи з виробництва пілотного фільму, Армстронг навчав акторів, що виконують циклічний голос, бельтерської мови.

## Культурний вплив
Коли мова набула популярності, Нік Фармер почав регулярно розкривати нові слова та граматичні функції фанатам. Він також давав уроки мови прихильникам. Кілька пісень було написано белтер-креольською мовою, серед яких кавери на «Tighten Up», «Highway Star» і «All by Myself» — перейменований на «I'm All Alone». Вони були замовлені для телевізійного серіалу «The Expanse», а тексти скориговані, щоб відповідати обстановці всесвіту «Expanse», і переписані з використанням креольської та англійської мов. Пісні відповідно використовувалася в першому та третьому сезонах серіалу (прем'єри яких відбулися в 2015 та 2018 роках). Згодом повні версії пісень були розміщені у колекційному виданні саундтреку серіалу, випущеному 13 грудня 2019 року.
Кавер на пісню «Tighten Up», написану «The Black Keys», виконав Джастін Янг. Кавер був використаний у першому епізоді першого сезону «Дульсінея», прем'єра якого відбулася 2015 року. Кавер на пісню «Highway Star» від «Deep Purple» виконав Корі Тодд. Оскільки пісня була скоригована до обстановки всесвіту, посилання на автомобіль з оригіналу були замінені на космічний корабель.. Кавер-версія пісні «All by Myself», написаної Еріком Карменом, була перейменована на «I'm All Alone» і її виконав Гіан Райт. Обидві пісні були використані в епізоді третього сезону «Дельта-V» (2018). Пісня «Seteshang Anderson» групи «The Moldy Filters», написана «Pirate», має текст, написаний креольською мовою. Мелодія пісні була заснована на «The Chemical Worker's Song (Process Man)» гурту «Great Big Sea». Сюжет зосереджений на труднощах життя робітників-белтерів під владою Землі та Марсу, та подіях протестів на головній станції Андерсон, які були описані в короткому науково-фантастичному романі Джеймса «М'ясник зі станції Андерсон» 2011 року. Твір прозвучав в епізоді 2015 року «Back to the Butcher» серіалу «The Expanse».
У січні 2022 року Твіттер-акаунти космічних агентств NASA та ESA опублікували повідомлення креольською мовою.